# Ferdinand Kinsky von Wchinitz und Tettau (1934)
Ferdinand Kinsky von Wchinitz und Tettau (nome completo in tedesco Ferdinand Eugen Franz von Assisi Bonaventura Maria Theresia; Praga, 25 ottobre 1934 – Vienna, 22 novembre 2020) è stato un politologo tedesco.

## Biografia

### Gioventù
Ferdinand nacque nel 1934 a Praga, all'epoca nella Prima Repubblica cecoslovacca, primo dei sette figli di Ferdinand Carl Kinsky von Wchinitz und Tettau (1907-1969) e della contessa Henriette Caroline von Ledebur-Wicheln (1910-2002). Tra i suoi fratelli vi erano Hans e Marie. Crebbe a Horažďovice finché la famiglia non subì l'espropriazione e l'espulsione a causa dei decreti Beneš, emanati prima del termine della guerra. Possedeva tre passaporti: uno ceco, uno tedesco e uno austriaco.
Dal 1954 al 1955 studiò economia, filosofia e scienze politiche all'Università Ludwig Maximilian di Monaco e nel 1957 condusse un progetto di ricerca per il Deutsche Institut für Volksumfragen (DIVO). Nel 1958 completò gli studi in sociologia all'Università Goethe di Francoforte, dove fu allievo di Theodor W. Adorno.
Sposò la contessa Hedwig Agnes Franziska Maria Theresia von Ballestrem (Pławniowice, 17 giugno 1933), quartogenita del politico Nikolaus (1900-1945) e di Anna von Walderdorff (1901-1965), il 28 aprile del 1962 a Straubing.

### Carriera
Lavorò come direttore degli studi all'Internationales Forum di Bad Liebenzell dal 1959 al 1962. Nello stesso anno iniziò a lavorare nel Servizio Culturale Estero Tedesco entrando al Goethe-Institut e, dopo aver incontrato il filosofo Alexandre Marc durante un corso di formazione europeo, entrò in contatto con l'ideologia federalista e si recò come delegato al Centre international de formation européenne (CIFE) nel 1964. L'anno seguente si stabilì a Nizza, dove si formò post-laurea in studi internazionali al neonato Institut Européen des Hautes Etudes Internationales (IEHEI).
Dal 1969 fu professore invitato presso l'Università dell'Indiana. Nel 1977, scelto da Alexandre Marc quale suo successore, divenne direttore generale del CIFE. Ricoprì tale ruolo fino al 2002, lavorando per consolidare i legami con le altre istituzioni europee e per rafforzare la cooperazione con la Germania. Nel 1979 si recò come guest scholar al Woodrow Wilson International Center for Scholars di Washington. Dopo la caduta degli stati socialisti venne nominato professore alla sede di Praga della Central European University.
Nel 1995 figurava tra i quattro membri onorari della società di canto di Prácheň e nel 1997 ricevette un dottorato honoris causa presso la Libera Università Internazionale della Moldavia. Concentrò il suo insegnamento all'IEHEI sull'integrazione europea e il federalismo personalistico e fece parte del comitato editoriale de L'Europe en Formation, la rivista interna del CIFE, e del Comitato Federale dell'Unione dei Federalisti Europei.
Ricevette il premio Jana Masaryka "Gratias agit 2002" dal Ministero degli affari esteri ceco, per aver diffuso il buon nome della Cechia all'estero per mezzo della sua carriera accademica in Francia. Nel 2005 il CIFE pubblicò L'Europe sera fédérale: mélanges en l'honneur de Ferdinand Kinsky. Morì a Vienna nel 2020 all'età di 86 anni a causa del COVID-19.

## Opere
- (DE) Materialien zur Soziologie von Interessenverbänden: Ergebnisse einer empirischen Untersuchung der "Sudetendeutschen Landsmannschaft, Università Goethe di Francoforte, 1958.
- (DE) Europa nach de Gaulle, Olzog Verlag, 1969.
- (FR) Fédéralisme et personnalisme, Parigi, Presses d'Europe, 1976.
- (FR) L'Europe et l'indépendance nationale, l'enjeu des élections européennes, con Laurence Talichet, Parigi, Presses d'Europe, 1979.
- L'europa. Testo di educazione politica, con Luigi Cal, Roma, Borla, 1979.
- (FR) Où en est la stratégie fédéraliste?, Parigi, Presses d'Europe, 1985.
- (DE) Föderalismus: ein Weg aus der Europakrise, Bonn, Europa Union Verlag, 1985.
- (FR) L'Allemagne et l'Europe, Losanna, Fondation Jean Monnet pour l'Europe, 1995.
- (FR) Le fédéralisme personnaliste aux sources de l'Europe de demain, con Franz Knipping, Baden-Baden, Nomos-Verl.-Ges., 1996.
- (PL) Federalizm, model ogólnoeuropejski, Cracovia, Wydawn. WAM, 1999.
- (FR) L'Union européenne est-elle fédéraliste?, 1999.
- (FR) L'«Europe vaticane»?: Un regard chrétien sur l'Europe, Presses d'Europe, 1999.
- (DE) Solidarität statt Egoismus. Lebensmodell Europa. kontrovers, Augusta, Sankt-Ulrich-Verlag, 2008.

## Discendenza
Ferdinand Kinsky von Wchinitz und Tettau e Hedwig von Ballestrem ebbero due figlie e tre figli:
- Maria Theresia Anna Henriette (Ratisbona, 22 maggio 1963), ha sposato Alexander von und zu Trauttmansdorff-Weinsberg (1962) nel 1989:[10]
  - Marie Catherine (Monaco di Baviera, 20 gennaio 1990);
  - Johanna Maria (Monaco di Baviera, 7 giugno 1991), ha sposato Ludwig Andreas von Khevenhüller-Metsch (1988) nel 2017;[11]
  - Augustinus Franziskus (Monaco di Baviera, 30 agosto 1993), ha sposato Alice zu Hohenlohe-Waldenburg-Schillingsfürst (1990) nel 2020;[12]
  - Anna Benedikta (Monaco di Baviera, 29 dicembre 1994);
  - Carl-Matthias Maria (Monaco di Baviera, 2 dicembre 2000);
  - Tatiana Clara Maria (Monaco di Baviera, 28 aprile 2002).
- Johannes Ferdinand Nikolaus Maria (Ratisbona, 7 agosto 1964 - Praga, 29 giugno 2008), sposò Esperance Anna Elisabeth Eleonore Reuss zu Köstritz (1962) il 20 agosto 1989 a Ernstbrunn:[13]
  - Eleonore Marie Louise (Parigi, 13 maggio 1991);
  - Anna Elisabeth Maria Rosa (Parigi, 5 febbraio 1994), ha sposato Konrad von Rechberg zu Rothenlöwen zu Hohenrechberg (1994) nel 2021;[14]
  - Wenzel Ferdinand Heinrich Bonaventura Maria (Parigi, 14 aprile 1996).
- Marie Valerie Elisabeth Hedwig (Nizza, 2 marzo 1966) ha sposato Maximilian zu Königsegg-Aulendorf (1958) il 26 settembre 1987 a Villafranca:[15]
  - Philipp Maria Markus Wenzel Eusebius (Ravensburg, 10 agosto 1988);
  - Nikolaus Maria Franziskus Eusebius Kajetan (Ravensburg, 7 agosto 1990);
  - Marie Alice Eleonore Henriette Eusebia (Ravensburg, 1⁰ agosto 1992), ha sposato Philipp Lovrek (1988) il 1⁰ luglio 2017 e ha avuto figli;[16]
  - Marie Gabrielle Theresa Anna Eusebia (Revensburg, 29 agosto 1995).
- Fanz Eugen Christoph Maria (Nizza, 24 aprile 1967), ha sposato Christine von Ridder (1969) il 20 maggio 1995 ad Altaussee:[17]
  - Marie Cécile (11 marzo 1998).
- Wenzel Michael Leopold Maria (Nizza, 15 maggio 1969 - Stadl an der Mur, 30 luglio 1971).

## Titoli e trattamento
- 25 ottobre 1934 - 22 novembre 2020: Conte Ferdinand Kinsky von Wchinitz und Tettau

## Ascendenza
|                                                  |                            |                                       | Genitori                             |  |  | Nonni |  |  | Bisnonni                                             |  |  | Trisnonni                             |  |
|                                                  |                            |                                       |                                      |  |  |       |  |  | Ferdinand Bonaventura Kinsky von Wchinitz und Tettau |  |  | Rudolf Kinsky von Wchinitz und Tettau |  |
|                                                  |                            |                                       |                                      |  |  |       |  |  | Ferdinand Bonaventura Kinsky von Wchinitz und Tettau |  |  | Rudolf Kinsky von Wchinitz und Tettau |  |
|                                                  |                            | Wilhelmine von Colloredo-Mannsfeld    |                                      |  |  |       |  |  | Ferdinand Bonaventura Kinsky von Wchinitz und Tettau |  |  |                                       |  |
| Ferdinand Vincenz Kinsky von Wchinitz und Tettau |                            |                                       |                                      |  |  |       |  |  | Ferdinand Bonaventura Kinsky von Wchinitz und Tettau |  |  |                                       |  |
|                                                  |                            | Marie von und zu Liechtenstein        | Karl von und zu Liechtenstein        |  |  |       |  |  |                                                      |  |  |                                       |  |
|                                                  |                            | Marie von und zu Liechtenstein        | Karl von und zu Liechtenstein        |  |  |       |  |  |                                                      |  |  |                                       |  |
|                                                  |                            | Marie von und zu Liechtenstein        | Franziska von Wrbna und Freudenthal  |  |  |       |  |  |                                                      |  |  |                                       |  |
| Ferdinand Carl Kinsky von Wchinitz und Tettau    |                            | Marie von und zu Liechtenstein        |                                      |  |  |       |  |  |                                                      |  |  |                                       |  |
|                                                  |                            | Adolf von Auersperg                   | Karl Wilhelm II von Auersperg        |  |  |       |  |  |                                                      |  |  |                                       |  |
|                                                  |                            | Adolf von Auersperg                   | Karl Wilhelm II von Auersperg        |  |  |       |  |  |                                                      |  |  |                                       |  |
|                                                  |                            | Adolf von Auersperg                   | Friederike von Lenthe                |  |  |       |  |  |                                                      |  |  |                                       |  |
| Aglaë von Auersperg                              |                            | Adolf von Auersperg                   |                                      |  |  |       |  |  |                                                      |  |  |                                       |  |
|                                                  |                            | Johanna Festetics de Tolna            | Ernst Festetics de Tolna             |  |  |       |  |  |                                                      |  |  |                                       |  |
|                                                  |                            | Johanna Festetics de Tolna            | Ernst Festetics de Tolna             |  |  |       |  |  |                                                      |  |  |                                       |  |
|                                                  |                            | Johanna Festetics de Tolna            | Johanna Kotz z Dobrze                |  |  |       |  |  |                                                      |  |  |                                       |  |
| Ferdinand Kinsky von Wchinitz und Tettau         |                            | Johanna Festetics de Tolna            |                                      |  |  |       |  |  |                                                      |  |  |                                       |  |
|                                                  | Johann von Ledebur-Wicheln | Adolf von Ledebur-Wicheln             |                                      |  |  |       |  |  |                                                      |  |  |                                       |  |
|                                                  | Johann von Ledebur-Wicheln | Adolf von Ledebur-Wicheln             |                                      |  |  |       |  |  |                                                      |  |  |                                       |  |
|                                                  | Johann von Ledebur-Wicheln | Johanna von Nostitz-Rieneck           |                                      |  |  |       |  |  |                                                      |  |  |                                       |  |
| Eugen von Ledebur-Wicheln                        | Johann von Ledebur-Wicheln |                                       |                                      |  |  |       |  |  |                                                      |  |  |                                       |  |
|                                                  |                            | Karoline Czernin von und zu Chudenitz | Jaromir Czernin von und zu Chudenitz |  |  |       |  |  |                                                      |  |  |                                       |  |
|                                                  |                            | Karoline Czernin von und zu Chudenitz | Jaromir Czernin von und zu Chudenitz |  |  |       |  |  |                                                      |  |  |                                       |  |
|                                                  |                            | Karoline Czernin von und zu Chudenitz | Karoline Schaffgotsche               |  |  |       |  |  |                                                      |  |  |                                       |  |
| Henriette Caroline von Ledebur-Wicheln           |                            | Karoline Czernin von und zu Chudenitz |                                      |  |  |       |  |  |                                                      |  |  |                                       |  |
|                                                  |                            | Heinrich Larisch von Moennich         | Johann Larisch von Moennich          |  |  |       |  |  |                                                      |  |  |                                       |  |
|                                                  |                            | Heinrich Larisch von Moennich         | Johann Larisch von Moennich          |  |  |       |  |  |                                                      |  |  |                                       |  |
|                                                  |                            | Heinrich Larisch von Moennich         | Franziska Kast von Ebelsberg         |  |  |       |  |  |                                                      |  |  |                                       |  |
| Eleonore Larisch von Moennich                    |                            | Heinrich Larisch von Moennich         |                                      |  |  |       |  |  |                                                      |  |  |                                       |  |
|                                                  |                            | Henriette Larisch von Mönnich         | Leo Larisch von Mönnich              |  |  |       |  |  |                                                      |  |  |                                       |  |
|                                                  |                            | Henriette Larisch von Mönnich         | Leo Larisch von Mönnich              |  |  |       |  |  |                                                      |  |  |                                       |  |
|                                                  |                            | Henriette Larisch von Mönnich         | Elena Stirbey                        |  |  |       |  |  |                                                      |  |  |                                       |  |
|                                                  |                            | Henriette Larisch von Mönnich         |                                      |  |  |       |  |  |                                                      |  |  |                                       |  |

## Onorificenze

### Altri riconoscimenti
- Premio Jana Masaryka "Gratias agit 2002" (4 giugno 2002).[8]